# Luxemburgo nos Jogos Olímpicos de Verão de 1948
Luxemburgo participou dos Jogos Olímpicos de Verão de 1948 na cidade de Londres, no Reino Unido.